# XYY синдром
XYY синдромът (Свръх мъж) е анеуплоидия на половите хромозоми при хората, при която мъжът получава допълнителна Y хромозома във всяка своя клетка, придобивайки кариотип 47,XYY. XYY синдромът невинаги предизвиква необичайни физически характеристики или медицински проблеми, поради което обикновено се открива само при генетичен анализ. Синдромът е известен още като Синдром на Ламброзо, който е открил по-голяма честота на мъже с този кариотип сред затворници. На това основание той прави заключението, че кариотипът ХУУ предопределя престъпно или антисоциално поведение. Всъщност тези т.н. „свръхмъже“ имат по-агресивно поведение, което е причина за по-често нарушаване на законите и правилата. Други симптоми са висок ръст, силно изразена долна челюст, очни дъги и все пак нормално умствено развитие.